# Vincent Vittoz

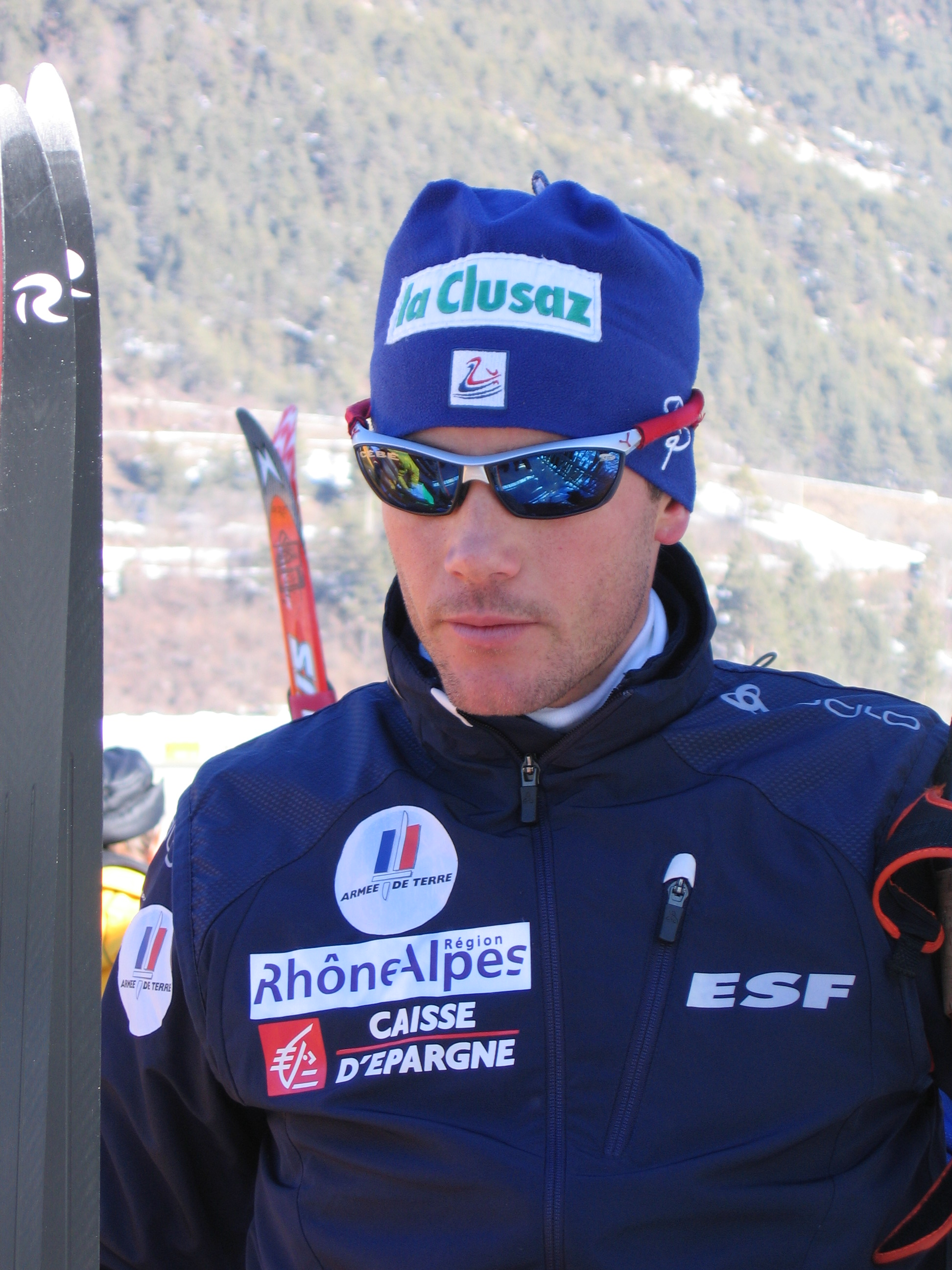
Vincent Vittoz 2006

Vincent Vittoz, född 17 juli 1975 i La Clusaz i franska alperna är en före detta fransk längdskidåkare. Han tog ett VM-guld i Oberstdorf 2005 i dubbel jaktstart.
Han avslutade sin karriär under världscupavslutningen i Falun den 20 mars 2011. Vid samma tillfälle lade också Petra Majdič och Arianna Follis av.

## Världscupsegrar
| Datum      | Ort        | Disciplin           |
| ---------- | ---------- | ------------------- |
| 23-11-2002 | Kiruna     | 10 km (f)           |
| 27-11-2004 | Kuusamo    | 15 km (f)           |
| 18-12-2004 | Ramsau     | 30 km (f)           |
| 15-01-2005 | Nove Mesto | 15 km (f)           |
| 31-12-2005 | Nove Mesto | 15 km (f)           |
| 03-02-2007 | Davos      | 15 km (f)           |
| 16-03-2008 | Bormio     | 15 km (f) jaktstart |